# Südwestliche Gelbschwanzratte
Die Südwestliche Gelbschwanzratte (Rattus bontanus) ist ein endemisch auf Sulawesi verbreitetes Nagetier in der Gattung der Ratten. Sie ist eng mit der Nordöstlichen Gelbschwanzratte (Rattus xanthurus) und anderen Gattungsvertretern Sulawesis verwandt. Zeitweilig erfolgte die Einordnung in die Gattung Taeromys.

## Merkmale
Diese mittelgroße Ratte erreicht eine Kopf-Rumpf-Länge von 187 bis 236 mm und eine Schwanzlänge von 232 bis 302 mm. Die Hinterfüße sind 43 bis 46 mm lang und Gewichtsangaben fehlen. Typisch ist ein langes und hauptsächlich weiches Fell mit dunkleren Deckhaaren. So ergibt sich oberseits eine Zimtfärbung und unterseits hellgraues Fell. Die braune Färbung der Füße wird an den äußeren Zehen heller und die Ohren sind mittelbraun. Auf dem Schwanz befinden sich fast keine Haare. Er ist im vorderen Bereich schwarzbraun und danach weiß. Kennzeichnend sind breite Molaren.

## Verbreitung und Lebensweise
Die Art bewohnt die Hänge des Berges Lompobatang zwischen 600 und 2500 Meter Höhe. Möglicherweise erreicht sie die nördlich angrenzenden Gebiete mit Kalksteinfelsen. Manchmal werden umgebende Tiefländer bis zur Küste besucht. Die Südwestliche Gelbschwanzratte hält sich in feuchten Wäldern auf. Andere Gattungsvertreter besuchen Kokospalmen-Plantagen, was auch bei dieser Art möglich ist.
Weitere Angaben zum Verhalten fehlen.

## Gefährdung
Unterhalb von 1700 Meter Höhe wirken sich Waldrodungen negativ aus. Gelegentlich kommt es zur Verwechslung mit der Hausratte (Rattus rattus) und dadurch zur Bekämpfung. Informationen zur Populationsgröße und zu den Ansprüchen dieser Ratte fehlen. Die IUCN listet sie mit unzureichende Datenlage (data deficient).